# 格洛斯特郡
格洛斯特郡（英語：Gloucestershire，發音：/glɒstɚʃɚ/），英國英格蘭西南部的郡。以人口計算，格洛斯特是最大城市（亦是郡治），南格洛斯特郡是第1大區（District），切爾騰納姆是第2大區、第1大自治市鎮（Borough）、第1大鎮（Town）。
英國最長河流塞文河在格洛斯特郡北部流入，西南部流出；迪恩森林（Forest of Dean）、科茨沃爾德山脈最高點克利夫山（Cleeve Hill）都位於郡內。格洛斯特郡西臨布里斯托尔湾，東臨牛津郡。
把格洛斯特郡看待成34個非都市郡之一，它包含6個非都市區，佔地2,653平方公里（第17），有578,700人口（第21）；看待成48個名譽郡之一，它包含多1個單一管理區─南格洛斯特，佔地增至3,150平方公里（第16），人口增至833,100（第24）。

## 行政區劃

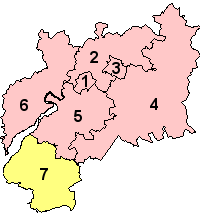
1. 格洛斯特
2. 蒂克斯伯里区
3. 切爾騰納姆
4. 科茨沃尔德区
5. 斯特劳德区
6. 迪恩森林区
7. 南格洛斯特郡（單一管理區）

看待成非都市郡，格洛斯特郡下轄6個非都市區：格洛斯特、蒂克斯伯里区（Tewkesbury）、切爾滕納姆（Cheltenham）、科茨沃尔德区（Cotswold）、斯特劳德区（Stroud）、迪恩森林区（Forest of Dean）；看待成名譽郡，它下轄多1個單一管理區：南格洛斯特郡（South Gloucestershire）。

## 地理
下圖顯示英格蘭48個名譽郡的分佈情況。格洛斯特郡，東北與沃里克郡相鄰，東與牛津郡相鄰，南與渭州郡相鄰，西南（右大半部）與森麻實郡相鄰，西南（左小半部）與布里斯托相鄰，西北與赫里福德郡相鄰，北與伍斯特郡相鄰。